# Notocolossus
Notocolossus — рід рослиноїдних титанозаврів часів пізньої крейди з провінції Мендоса, Аргентина.

## Дослідження і назва

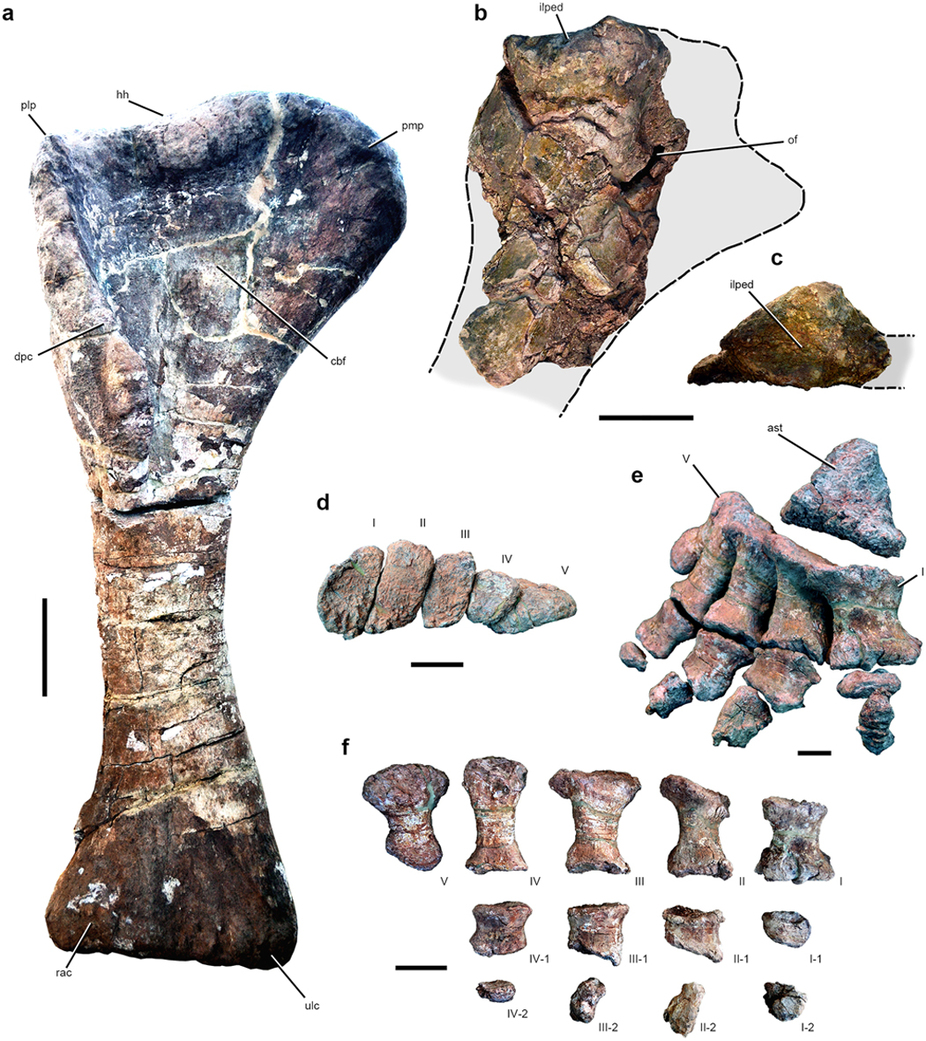
Кістки кінцівок

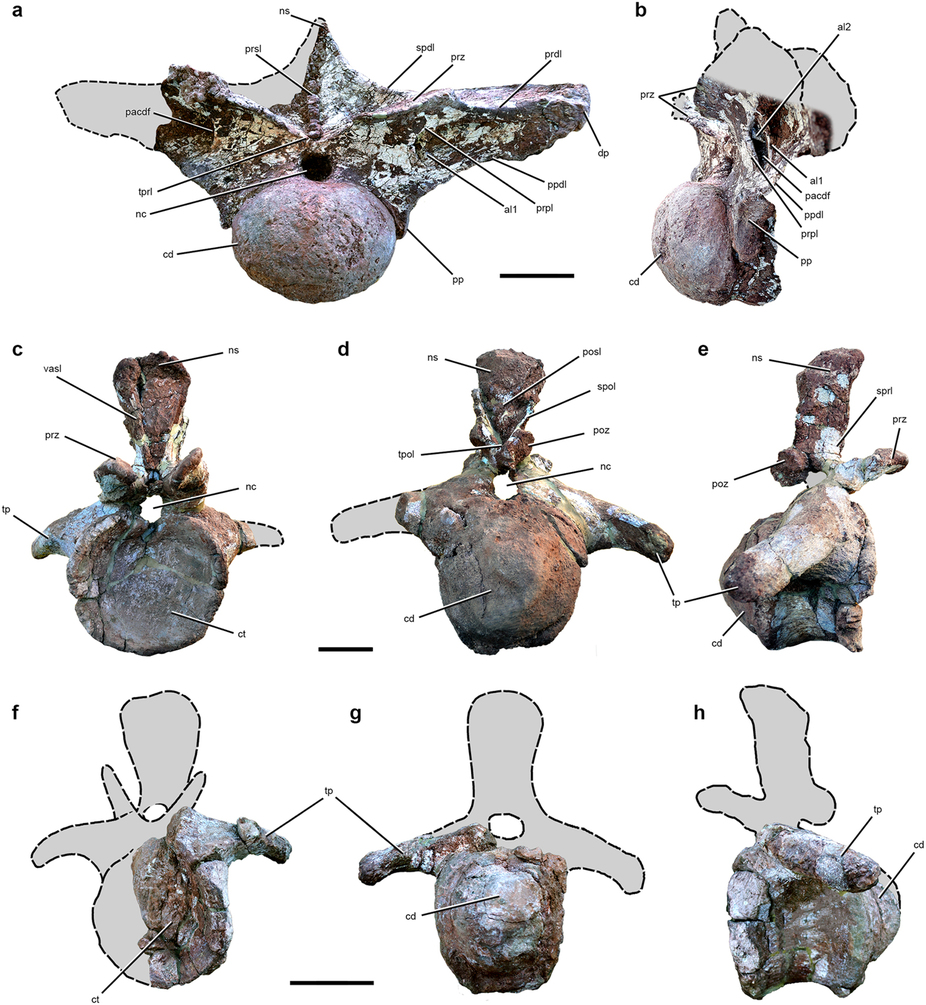
Хребетні кістки

Скам'янілість великого завропода була виявлена аргентинським палеонтологом доктором Бернардо Гонсалесом в провінції Мендоса.
У 2016 році типовий вид Notocolossus gonzalezparejasi було названо й описано Bernardo J. González Riga, Matthew Carl Lamanna, Leonardo Daniel Ortiz David, Jorge Orlando Calvo and Juan P. Coria. Назва перекладається як «південний гігант Гонсалеса і Парехаса». Бернардо Гонсалес (Bernardo Gonzalez Riga) — провідний автор дослідження, а дон Парехас — адвокат, який допомагав вченим у вивченні геологічних знахідок.
Голотип, UNCUYO-LD 301, був знайдений в шарах формації Плотт'єр ярусів Коньяк — Сантон, тобто віком 86 млн років. Було знайдено кістки спини, хвоста, передніх кінцівок, таза, а також повні гомілковостопний суглоб і стопа задньої лапи.

## Опис
Вага дорослої тварини оцінюється орієнтовно в 40-60 тонн. Довжина знайденої плечової кістки склала 1,76 м. Кістки стопи Notocolossus виявилися досить короткими та щільними, а число фаланг пальців — скороченим. Цілком ймовірно, задні лапи у лінії титанозаврів поступово скорочувалася, пристосовуючись до величезного навантаження.

## Філогенія
Згідно кладистичного аналізу 2016 року була встановлена спорідненість Notocolossus з титаноазаврами, Lithostrotia та сестринську спорідненість з Dreadnoughtus.